# Пляцок
Пля́цок (пляцик) (укр. пляцок, пол. и чеш. placek от нем. Platz) — украинская, чешская и польская выпечка. Это может быть как торт, так и невысокий пирог.

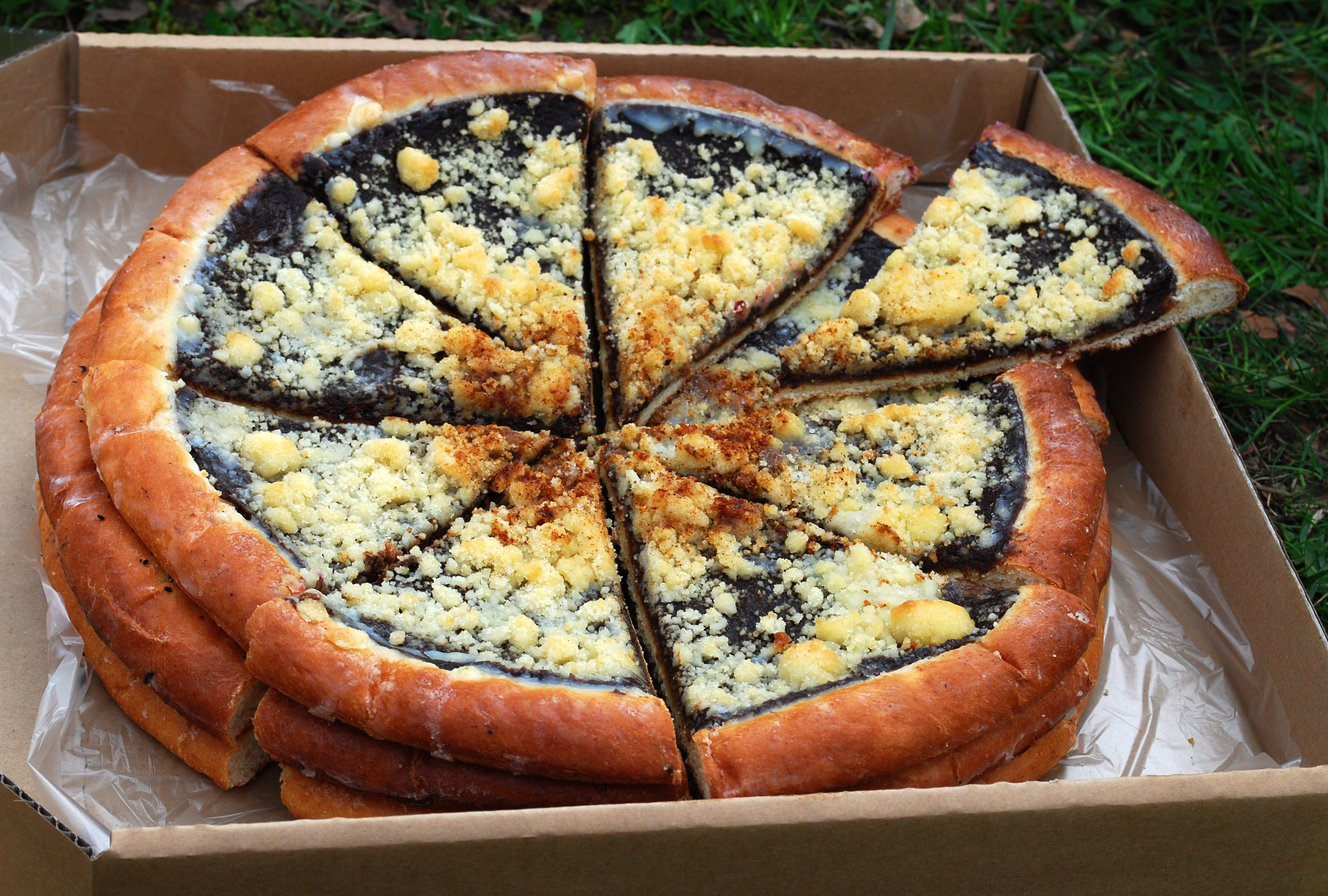
Чешский круглый пляцок

Обычно подаётся не целиком, а нарезанным на кусочки.
Пляцок часто имеет «плоскую» прямоугольную форму. Считается, что он не такой сложный в приготовлении и красивый внешне, как классический торт. Может быть как одно-, так и многослойным. Распространённые рецепты сладких пляцков (пляциков) — маковый, творожный («сырный»), миндальный, яблочный, вишнёвый. При этом пляцками называют в Польше, Украине и дрожжевые пироги. Деруны или драники — тёртыми пляцками, картофельными пляцками. А на Киевщине пляцком называют плоский бездрожжевой хлеб.
На западе Украины это один из самых популярных вариантов выпечки, без которой не обходится ни один праздник. Традиционно на Галичине на свадьбу подают много разных видов сладких пляцок на блюдах, нарезанные на небольшие кусочки, которые образуют несколько ярусов.